# Kelis Was Here
Kelis Was Here es el cuarto álbum de estudio de la cantautora estadounidense de música R&B Kelis, lanzado en los Estados Unidos el 22 de agosto del 2006 por LaFace Records y Jive Records.

## Información
El álbum envuelve la producción Bangladesh, Raphael Saadiq, Max Martin, Sean Garrett, y Scott Storch, entre otros, y también presenta la colaboración de Will.i.am, Nas, Cee-Lo, Too $hort, y Spragga Benz. Fue nominado a los premios Grammy como mejor álbum contemporáneo de R&B en el 2007 y también es notable por ser la primera grabación de Kelis que no presenta la producción de The Neptunes.

## Lista de canciones
- Kelis Rogers coescribió casi todas las canciones en el álbum; a excepción de las marcadas con: (*); escritores adicionales son enlistados abajo.

| N.º | Título                                                   | Escritor(es)                                                          | Productor(es)        | Duración |  |
| 1.  | «Intro»                                                  |                                                                       |                      | 1:27     |  |
| 2.  | «Bossy» (featuring Too Short)                            | Shondrae Crawford, Todd Shaw, Sean Garrett                            | Bangladesh           | 4:33     |  |
| 3.  | «What's That Right There»                                | William Adams, Jr., Keith Harris, George Clinton, Jr., Philippé Wynne | will.i.am            | 4:17     |  |
| 4.  | «Til' the Wheels Fall Off»                               | Adams, George Pajon Jr., Harris, Printz Board                         | will.i.am            | 4:13     |  |
| 5.  | «Living Proof» (*)                                       | Raphael Saadiq, Robert Ozuna                                          | Raphael Saadiq       | 3:41     |  |
| 6.  | «Blindfold Me» (featuring Nas) (*)                       | Garrett, Jamal Jones, Nasir Jones                                     | Polow da Don         | 4:19     |  |
| 7.  | «Goodbyes»                                               | Andre Lyon, Marcello Valenzano                                        | Cool & Dre           | 4:42     |  |
| 8.  | «Trilogy»                                                | Scott Storch, Jason Boyd                                              | Scott Storch         | 3:56     |  |
| 9.  | «Circus»                                                 | Saadiq, Ozuna                                                         | Raphael Saadiq       | 4:40     |  |
| 10. | «Weekend» (featuring will.i.am)                          | Adams, Harris                                                         | will.i.am            | 4:42     |  |
| 11. | «Like You»                                               | Jerome Foster                                                         | Knobody              | 3:01     |  |
| 12. | «Aww S***!» (featuring Smoke)                            | Crawford, Shanell Woodgett, Tamika Means                              | Bangladesh           | 4:09     |  |
| 13. | «Lil Star» (featuring Cee-Lo)                            | Thomas Callaway                                                       | Cee-Lo Green         | 4:52     |  |
| 14. | «I Don't Think So»                                       | Max Martin, Lukasz Gottwald                                           | Max Martin, Dr. Luke | 3:03     |  |
| 15. | «Handful»                                                | Garrett, Crawford, Boyd                                               | Bangladesh           | 4:59     |  |
| 16. | «Appreciate Me»                                          | Damon Elliott                                                         | Damon Elliott        | 4:03     |  |
| 17. | «Have a Nice Day» (with one minute of silence following) | Elliott, Greco Burratto                                               | Damon Elliott        | 6:33     |  |
| 18. | «Fuck them Bitches» (Pista oculta)                       | Adams                                                                 | will.i.am            | 3:49     |  |

### Edición internacional
1. "Intro" – 1:27
2. "Blindfold Me" (featuring Nas) (Garrett, Jones, Nasir Jones) – 4:19
3. "Bossy" (featuring Too Short) – 4:34
4. "Fire" (featuring Spragga Benz) (Rogers, Carlton Grant, Christian Karlsson, Pontus Winnberg, Henrik Jonback, M. Bell) – 3:31
5. "I Don't Think So" – 3:02
6. "Weekend" (featuring will.i.am) – 4:42
7. "Trilogy" – 3:56
8. "Appreciate Me" – 4:02
9. "Till the Wheels Fall Off" – 4:13
10. "Handful" – 2:59
11. "Aww S***!" (featuring Smoke) – 4:09
12. "What's That Right There" (featuring will.i.am) – 4:17
13. "Circus" – 4:40
14. "Lil Star" (featuring Cee-Lo) – 4:55
15. "Like You" – 3:00
16. "Living Proof" – 3:41
17. "Goodbyes" – 4:42
18. "Have a Nice Day" (con un minuto de silencio) – 6:33
19. "Fuck Them Bitches" (pista oculta) – 3:49

## Canciones sobrantes
- "Fire" (Alternate Version featuring Sean Paul) (producido por Bloodshy & Avant) – 3:30
- "Handful" (Alternate Version featuring Nas) – 3:04
- "Like You" (Alternate Demo Version)
- "Waiting for War" (producido por Damon Elliott)
- "Livewire" (producido por Damon Elliott)
- "Sign Your Name" (producido por Damon Elliott)
- "Chico" (producido por Damon Elliott)
- "Cheaters" (producido por Damon Elliott)
- "New York, NY" (producido por Damon Elliott)
- "Feelings Change" (producido por Damon Elliott)
- "Push It to the Edge" (producido por Scott Storch) (presentado para los comerciales de Ford)

## Posicionamiento
| Listas (2006)                         | Posición |
| ------------------------------------- | -------- |
| Australian Albums Chart               | 96       |
| Austrian Albums Chart                 | 69       |
| Belgian Albums Chart (Flanders)       | 45       |
| Dutch Albums Chart                    | 82       |
| French Albums Chart                   | 104      |
| German Albums Chart                   | 77       |
| Italian Albums Chart                  | 90       |
| Japanese Albums Chart                 | 109      |
| Norwegian Albums Chart                | 35       |
| Swedish Albums Chart                  | 51       |
| Swiss Albums Chart                    | 22       |
| UK Albums Chart                       | 41       |
| UK R&B Albums Chart                   | 16       |
| U.S. Billboard 200                    | 10       |
| U.S. Billboard Top R&B/Hip-Hop Albums | 6        |

### Certificaciones
| País        | Certificador | Certificación | Ventas |
| ----------- | ------------ | ------------- | ------ |
| Reino Unido | BPI          | Platino       | 60 000 |